# Alexander von Vegesack
 (janvier 2015).
Si vous disposez d'ouvrages ou d'articles de référence ou si vous connaissez des sites web de qualité traitant du thème abordé ici, merci de compléter l'article en donnant les références utiles à sa vérifiabilité et en les liant à la section « Notes et références ».
Alexander von Vegesack (né le 5 mars 1945 en Thuringe) est un conservateur et un collectionneur d'objets design en mobilier industriel. Il est né le 5 mars 1945 à Jena, en Thuringe. De 1989 à 2010, il a été le directeur fondateur du Vitra Design Museum. En 1986, il a fondé le Centre international de recherche et d'éducation culturelle et agricole (CIRECA), une organisation à but non lucratif qui gère un programme international d'ateliers au Domaine de Boisbuchet. Il est membre du Fonds National d'Art Contemporain et a été nommé Chevalier de l'Ordre des Arts et des Lettres. 

## Vie
Alexander von Vegesack est issu d'une famille aristocratique de Westphalie, originaire de Lettonie. Ses parents ont divorcé en 1950 à Coblence. En 1960, à l'âge de 15 ans, il a fondé un service d'élèves à Düsseldorf. Plus de 80 élèves travaillaient pour son agence pour l'emploi et proposaient des services tels que le lavage de vitres, les courses et les petits déménagements. À la suite d'une intervention de l'Office fédéral de l'emploi, il a dû fermer son entreprise. En 1961, Vegesack s'est installé à Düsseldorf-Stockum.
En 1966, Vegesack ouvrit à Hambourg une galerie de vêtements insolites déjà portés. Il s'essaya ensuite au métier d'agent immobilier, et sa tentative d'ouvrir un foyer pour mères célibataires resta également infructueuse. En 1970, il a fondé avec des amis et des animaux domestiques le club d'artistes Fucktory dans une usine désaffectée du quartier d'Altona. Avec des groupes d'artistes internationaux, il organisa et mit en scène des pièces de théâtre provocantes et des "messes noires", qui furent reconnues par le feuilleton. À partir de 1973, il fut chargé par la ville de Hambourg de l'animation culturelle du centre-ville. Jusqu'en 1975, il était responsable de la création d'ateliers d'habitation dans d'anciennes usines et entrepôts de la ville hanséatique.
En 1977, il s'installa dans le sud-ouest de la France et créa une entreprise de tourisme équestre. Il avait rassemblé des sièges Thonet des débuts dans de nombreux pays européens, notamment en Andalousie, et restaura sa collection de meubles en bois courbé. Il devint un spécialiste des meubles en bois courbé, si bien qu'il participa notamment à une exposition new-yorkaise sur le 150e anniversaire de Michael Thonet, designer et fabricant de meubles. De 1982 à 1986, il a créé une section Thonet dans le musée de Boppard am Rhein, le premier musée public consacré à Thonet.

## Vitra Design Museum
Au milieu des années 1980, il a commencé à travailler avec Rolf Fehlbaum, le propriétaire gérant de vitra. Fehlbaum lui a acheté une partie de sa collection de meubles Thonet. Comme le fabricant voulait rendre sa collection accessible au public, il s'est mis d'accord avec Alexander von Vegesack pour construire un bâtiment séparé. Celui-ci ne devait pas se trouver sur le site de production de vitra et devait également permettre d'accueillir d'autres expositions. Depuis l'achèvement du Vitra Design Museum en 1989, il était le directeur d'une collection de grande qualité et le directeur du musée dans l'un des bâtiments les plus connus de l'architecte mondialement reconnu Frank O. Gehry. Avec une à deux expositions par an sur des designers, des architectes, des objets et des styles, que Vegesack concevait comme des expositions itinérantes, il contribuait de manière décisive à la reconnaissance internationale d'un design de grande qualité. Fin 2010, il a cédé la direction et la gestion opérationnelle du Vitra Design Museum à Weil am Rhein à une nouvelle direction bicéphale composée de Mateo Kries (contenus) et Marc Zehntner (management).

## Expositions
Il a organisé des expositions pour le Centre Georges-Pompidou et le Musée d’Orsay à Paris et a conçu la première grande exposition de l'American Federation of Arts – consacrée à l'histoire du design en mobilier industriel. Cette exposition a été présentée dans dix des plus importants musées aux États-Unis[réf. nécessaire]. Mandaté par le ministère des affaires étrangères allemand, il a réalisé des projets du même ordre en Europe de l'Est.

## Publications et conférences
Il a édité de nombreuses publications et il est à l'initiative de la conférence internationale des musées MUSCON qui se tient chaque année et au cours de laquelle les institutions peuvent échanger leurs idées et leurs programmes.
En 1990, Alexander von Vegesack a élaboré en France, en coopération avec le Vitra Design Museum, le programme d'ateliers estivaux « Domaine de Boisbuchet », à Lessac (Charente) auxquels participent, outre des designers et des architectes, des artistes, des artisans et artisans d'art venant de différents horizons. Depuis 1996 le Centre Georges Pompidou est l’autre partenaire du projet éducatif.

## Collection
En 1993, sa collection privée a été exposée pour la première fois au Centre Georges Pompidou accompagnée du catalogue Miroir d’une collection. En mars 2008, la Pinacoteca Giovanni e Marella Agnelli de Turin a inauguré l’exposition Scoprire il Design – La Collezione von Vegesack, qui a été exposée en France à Nancy en 2012 et à Royan en 2014.

## Domaine de Boisbuchet
En 1986, Vegesack a vendu une partie de sa collection Thonet à l'État autrichien et à la ville de Vienne. Avec le produit de la vente, il a pu acquérir le domaine de Boisbuchet avec 150 hectares de terrain dans le sud-ouest de la France (près de Lessac, région Poitou-Charentes), afin de pouvoir l'utiliser pendant les mois d'été pour des ateliers destinés aux artistes, designers, architectes et étudiants intéressés. Jusqu'à présent, les enseignants ont été, entre autres, Estudio Campana, Ronan & Erwan Bouroullec, Tom Dixon, Fabio Novembre et Ingo Maurer, qui assistent les étudiants dans leurs travaux dans les pavillons des architectes Simón Vélez, Jörg Schlaich et Shigeru Ban. Pour l'organisation des activités culturelles, Vegesack a fondé l'organisation à but non lucratif CIRECA (Centre International de Recherche et d'Education Culturelle et Agricole). Pour Boisbuchet, Vegesack a noué des contacts avec de nombreuses institutions qui mettent à disposition des matériaux ou même des animateurs pour les ateliers, comme le Centre Georges Pompidou à Paris, l'École nationale supérieure d'art de Limoges-Aubusson ou le Corning Museum of Glass (CMoG) aux États-Unis.